# Xã Washington, Quận Hardin, Ohio
Xã Washington (tiếng Anh: Washington Township) là một xã thuộc quận Hardin, tiểu bang Ohio, Hoa Kỳ. Năm 2010, dân số của xã này là 729 người.